# Mesoleptus exstirpatus
Mesoleptus exstirpatus là một loài tò vò trong họ Ichneumonidae.